# North York
Pour les articles homonymes, voir York.

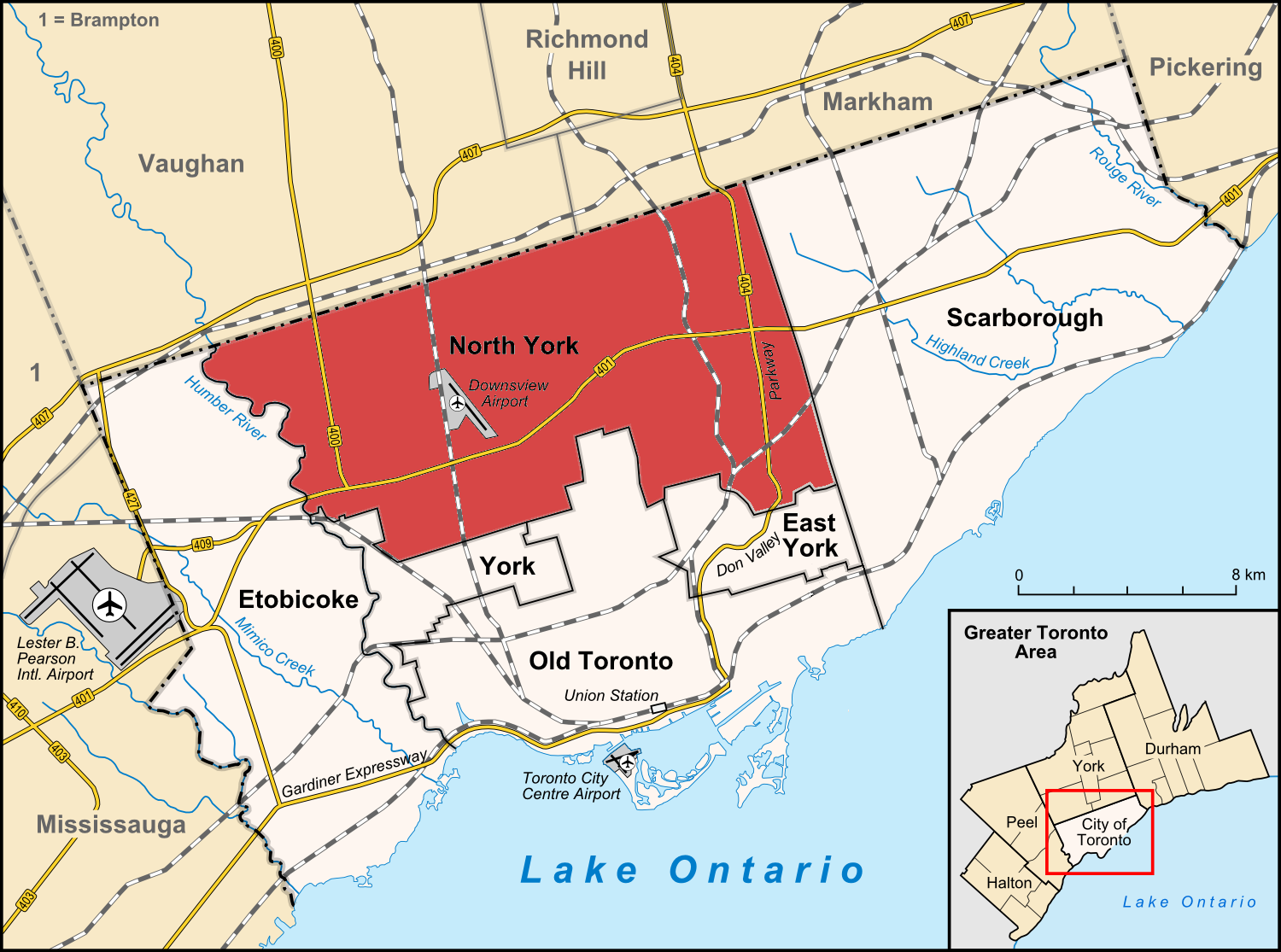
Situation de North York (en rouge) dans la ville de Toronto.

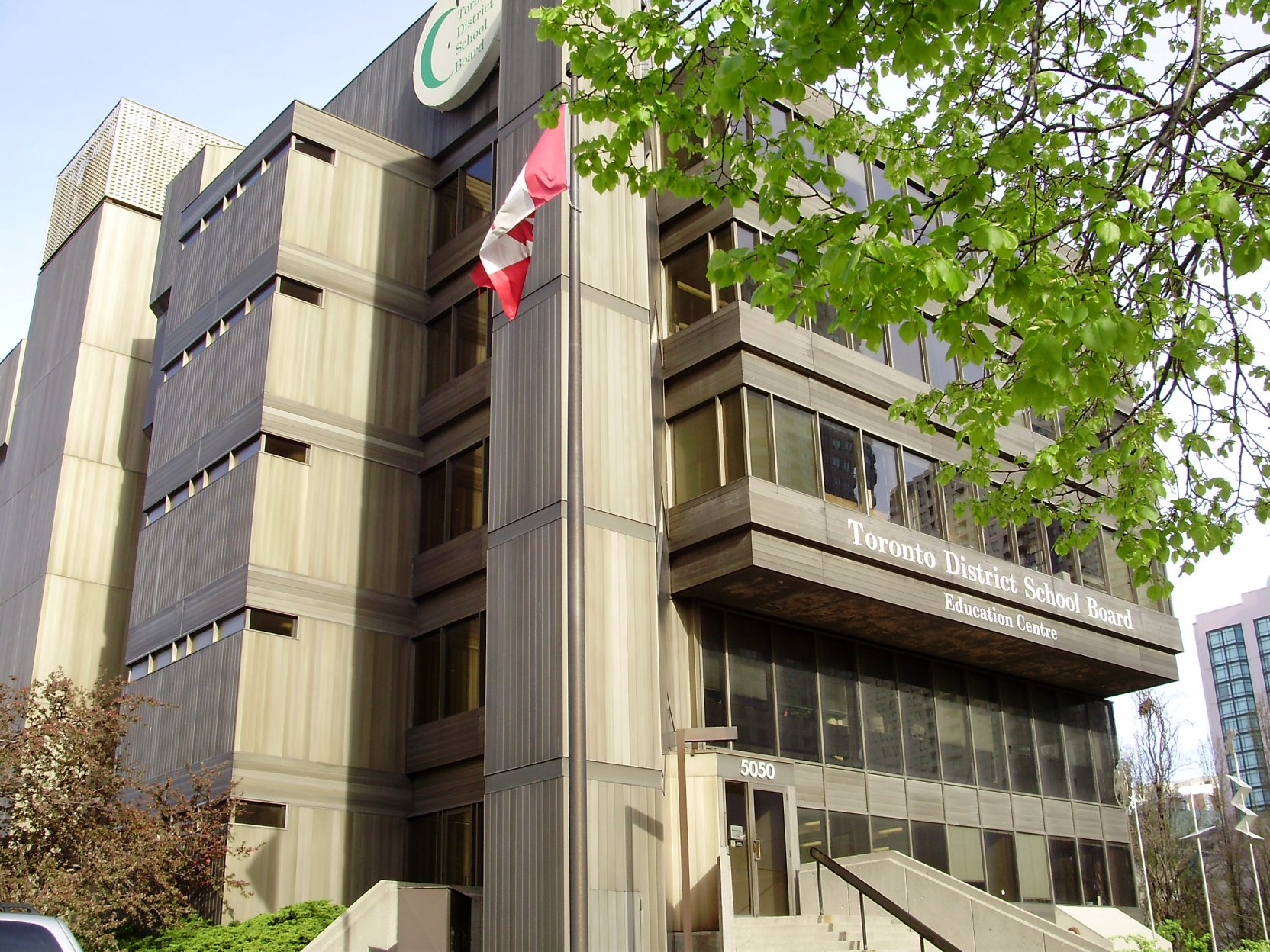
TDSB Éducation Centre, le siège du Conseil scolaire du district de Toronto

North York est la partie de la ville canadienne de Toronto qui se trouve au nord du centre-ville, et entre Etobicoke et Scarborough (les quartiers dans l'ouest et l'est de la métropole). Une ville indépendante dans le passé (considérée aujourd'hui comme une partie intégrante de Toronto), North York a été fusionnée en 1998. Son maire, Mel Lastman est devenu le maire de la « nouvelle » ville de Toronto. Actuellement[Quand ?], la population du quartier est d'environ 650 000 habitants. 
Au centre de North York se trouve un centre d'affaires et beaucoup de condominiums, les derniers récemment construits et faciles à voir de loin. Il est situé sur la rue Yonge (la rue principale de Toronto), mais aussi sur Avenue Sheppard où beaucoup de constructions sont apparues. Le quartier est desservi par deux lignes du métro de Toronto, dont une a été complétée en 2001 (qui relie Rue Yonge à Avenue Don Mills, sous Avenue Sheppard et qui donne accès à Fairview Mall, un grand centre d'achat dans l'est de North York).

## Économie
North York a le siège du Pharmaprix (Shoppers Drug Mart).

## Éducation
North York a le siège du Conseil scolaire du district de Toronto, le siège du Conseil scolaire Viamonde, le siège du Toronto Catholic District School Board, et le siège du Conseil scolaire de district catholique Centre-Sud.

## Édifices religieux

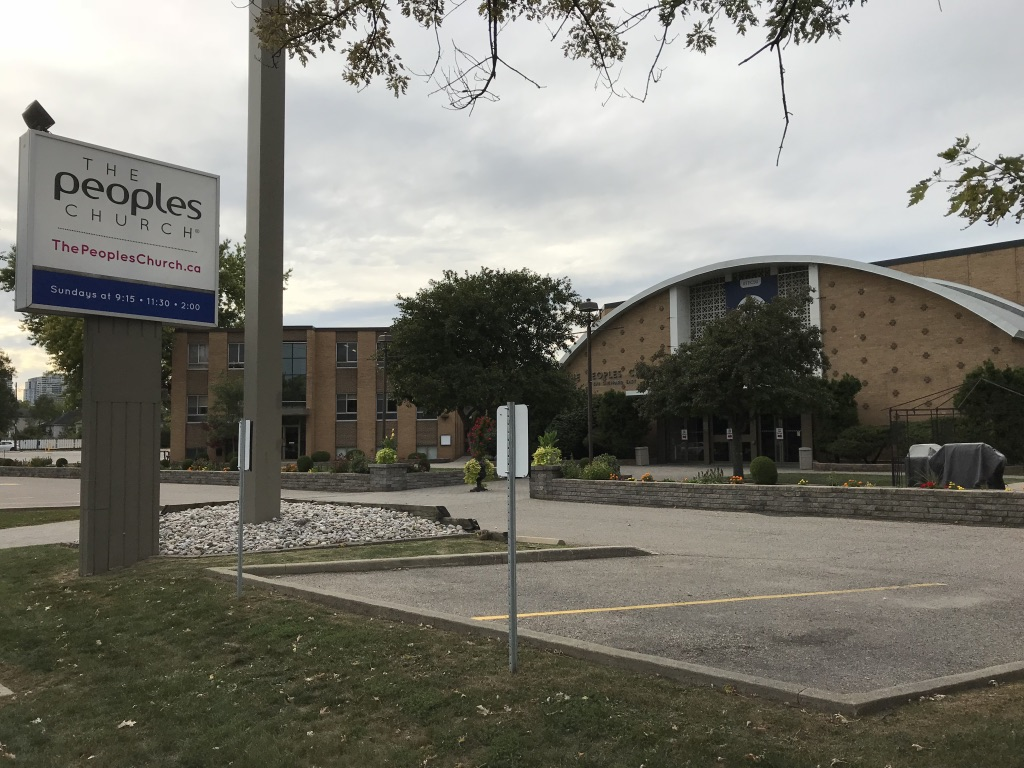
Bâtiment de The Peoples Church Toronto

- Blessed Trinity Church (Église catholique au Canada)
- The Peoples Church Toronto (Église évangélique)